# Yūki Naitō
Yūki Naitō (japanisch 内藤 祐希, Naitō Yūki; * 16. Februar 2001 in Nagaoka, Präfektur Niigata) ist eine japanische Tennisspielerin.

## Karriere
Naitō, die mit sieben Jahren das Tennisspielen begann, bevorzugt dabei laut ITF-Profil Hartplätze.
Sie spielt überwiegend Turniere auf dem ITF Women’s World Tennis Tour, bei denen sie bislang sechs Einzel- und zwölf Doppeltitel gewonnen hat.

## Turniersiege

### Einzel
| Nr. | Datum              | Turnier                  | Kategorie   | Belag     | Finalgegnerin           | Ergebnis       |
| --- | ------------------ | ------------------------ | ----------- | --------- | ----------------------- | -------------- |
| 1.  | 10. Februar 2019   | Antalya                  | ITF $15.000 | Sand      | Joanne Züger            | 6:2, 3:6, 6:3  |
| 2.  | 15. Juni 2019      | Kaltenkirchen            | ITF $15.000 | Sand      | Clara Tauson            | 4:6, 6:4, 6:0  |
| 3.  | 14. Juli 2019      | Turin                    | ITF $25.000 | Sand      | Elisabetta Cocciaretto  | 6:3, 6:4       |
| 4.  | 4. August 2019     | Nonthaburi               | ITF $25.000 | Hartplatz | Wang Xinyu              | 2:6, 7:64, 6:3 |
| 5.  | 29. September 2019 | Santa Margherita di Pula | ITF $25.000 | Sand      | Tessah Andrianjafitrimo | 3:6, 7:5, 6:2  |
| 6.  | 28. März 2021      | Buenos Aires             | ITF W25     | Sand      | Carolina Alves          | 1:6, 6:4, 6:3  |

### Doppel
| Nr. | Datum             | Turnier             | Kategorie    | Belag     | Partnerin           | Finalgegnerinnen                     | Ergebnis           |
| --- | ----------------- | ------------------- | ------------ | --------- | ------------------- | ------------------------------------ | ------------------ |
| 1.  | 12. November 2016 | Tokio               | ITF $100.000 | Hartplatz | Rika Fujiwara       | Jamie Loeb An-Sophie Mestach         | 6:3, 6:712, [10:8] |
| 2.  | 11. November 2017 | Tokio               | ITF $100.000 | Hartplatz | Rika Fujiwara       | Eri Hozumi Junri Namigata            | 6:1, 6:3           |
| 3.  | 5. Mai 2018       | Gifu                | ITF $80.000  | Hartplatz | Rika Fujiwara       | Xenija Lykina Emily Webley-Smith     | 7:5, 6:4           |
| 4.  | 13. Juli 2019     | Turin               | ITF $25.000  | Sand      | Chihiro Muramatsu   | Mayar Sherif Melanie Stokke          | 6:0, 6:2           |
| 5.  | 5. Oktober 2019   | Pula                | ITF $25.000  | Sand      | Eri Hozumi          | Amina Anschba Anastasia Dețiuc       | 6:4, 7:61          |
| 6.  | 26. März 2023     | Canberra            | ITF W60      | Sand      | Erina Hayashi       | Destanee Aiava Olivia Gadecki        | 7:62, 7:5          |
| 7.  | 8. Juli 2023      | Stuttgart-Vaihingen | ITF W25      | Sand      | Mana Kawamura       | Denisa Hindová Karolína Kubáňová     | 2:6, 7:64, [10:7]  |
| 8.  | 7. Oktober 2023   | Cairns              | ITF W25      | Hartplatz | Naho Satō           | Lizette Cabrera Maddison Inglis      | 4:6, 6:3, [10:2]   |
| 9.  | 2. März 2024      | Traralgon           | ITF W35      | Hartplatz | Naho Satō           | Destanee Aiava Tenika McGiffin       | 6:1, 6:3           |
| 10. | 8. Juni 2024      | Kuršumlijska Banja  | ITF W35      | Sand      | Mana Kawamura       | Inès Ibbou Elena Milovanović         | 6:4, 6:4           |
| 11. | 26. April 2025    | Antalya             | ITF W15      | Sand      | Sara Dols           | Kaat Coppez Amelie Van Impe          | kampflos           |
| 12. | 19. Juli 2025     | Casablanca          | ITF W35      | Sand      | Jekaterina Reingold | Jasmijn Gimbrère Zuzanna Pawlikowska | 6:75, 6:1, [10:3]  |

## Abschneiden bei Grand-Slam-Turnieren

### Dameneinzel
| Turnier         | 2020 | 2021 | 2022 | 2023 | Karriere |
| --------------- | ---- | ---- | ---- | ---- | -------- |
| Australian Open | Q2   | Q2   | Q1   | Q1   | —        |
| French Open     | Q2   | Q1   | Q3   | —    | —        |
| Wimbledon       |      | —    | Q1   | —    | —        |
| US Open         | —    | Q2   | Q1   | —    | —        |

Zeichenerklärung: S = Turniersieg; F, HF, VF, AF = Einzug ins Finale / Halbfinale / Viertelfinale / Achtelfinale; 1, 2, 3 = Ausscheiden in der 1. / 2. / 3. Hauptrunde; Q1, Q2, Q3 = Ausscheiden in der 1. / 2. / 3. Qualifikationsrunde; nicht ausgetragen

### Juniorinneneinzel
| Turnier         | 2016 | 2017 | 2018 | Karriere |
| --------------- | ---- | ---- | ---- | -------- |
| Australian Open | —    | AF   | 2    | AF       |
| French Open     | 1    | 1    | VF   | VF       |
| Wimbledon       | 1    | 1    | AF   | AF       |
| US Open         | AF   | 1    | —    | AF       |

### Juniorinnendoppel
| Turnier         | 2016 | 2017 | 2018 | Karriere |
| --------------- | ---- | ---- | ---- | -------- |
| Australian Open | —    | AF   | HF   | HF       |
| French Open     | 1    | 1    | F    | F        |
| Wimbledon       | 1    | AF   | AF   | AF       |
| US Open         | AF   | VF   | —    | VF       |